# Otoglossum
Otoglossum – rodzaj roślin z rodziny storczykowatych (Orchidaceae). Obejmuje 25 gatunków występujących w Ameryce Południowej w takich krajach i regionach jak: Kolumbia, Kostaryka, Ekwador, Panama, Peru, Wenezuela oraz Region Północny w Brazylii.

## Systematyka
Rodzaj sklasyfikowany do podplemienia Oncidiinae w plemieniu Cymbidieae, podrodzina epidendronowe (Epidendroideae), rodzina storczykowate (Orchidaceae), rząd szparagowce (Asparagales) w obrębie roślin jednoliściennych.
Wykaz gatunków
- Otoglossum allenianum (Szlach. & Kolan.) J.M.H.Shaw
- Otoglossum arevaloi Szlach. & Kolan.
- Otoglossum arminii (Rchb.f.) Garay & Dunst.
- Otoglossum axinopterum (Rchb.f.) Garay & Dunst.
- Otoglossum brachypterum (Rchb.f.) Garay & Dunst.
- Otoglossum brevifolium (Lindl.) Garay & Dunst.
- Otoglossum callejasii (Szlach., Kolan. & Skorowska) J.M.H.Shaw
- Otoglossum candelabrum (Linden ex Pérot) Jenny & Garay
- Otoglossum chiriquense (Rchb.f.) Garay & Dunst.
- Otoglossum chitaraquense (Szlach., Kolan. & Skorowska) J.M.H.Shaw
- Otoglossum dayanum (Rchb.f.) Jenny & Garay
- Otoglossum garayanum Szlach. & Kolan.
- Otoglossum globuliferum (Kunth) N.H.Williams & M.W.Chase
- Otoglossum harlingii (Stacy) N.H.Williams & M.W.Chase
- Otoglossum hoppii (Schltr.) Garay & Dunst.
- Otoglossum koenigerianum Szlach. & Kolan.
- Otoglossum palaciosii (Dodson) M.W.Chase & N.H.Williams
- Otoglossum sancti-pauli (Kraenzl.) N.H.Williams & M.W.Chase
- Otoglossum scansor (Rchb.f.) Carnevali & I.Ramírez
- Otoglossum schmidt-mummii Szlach. & Kolan.
- Otoglossum schultesii (Szlach., Kolan. & Skorowska) J.M.H.Shaw
- Otoglossum serpens (Lindl.) N.H.Williams & M.W.Chase
- Otoglossum tapascoi (Szlach. & Kolan.) J.M.H.Shaw
- Otoglossum virolinense P.Ortiz & Jenny
- Otoglossum weberbauerianum (Kraenzl.) Garay & Dunst.